# 플랫 함수
수학에서, 특히 실해석학에서 플랫 함수는 매끄러운 함수 모든 미분이 주어진 점 x0 ∈ ℝ에서 0이 되는 함수 ƒ : ℝ → ℝ이다. 플랫 함수는 어떤 의미에서 해석함수의 반대이다. 해석함수 ƒ : ℝ → ℝ는 x0 ∈ ℝ에 충분히 가까운 점에서 수렴 멱급수를 통해 주어진다 :
{\displaystyle f(x)\sim \lim _{n\to \infty }\sum _{k=0}^{n}{\frac {f^{(k)}(x_{0})}{k!}}(x-x_{0})^{k}.}

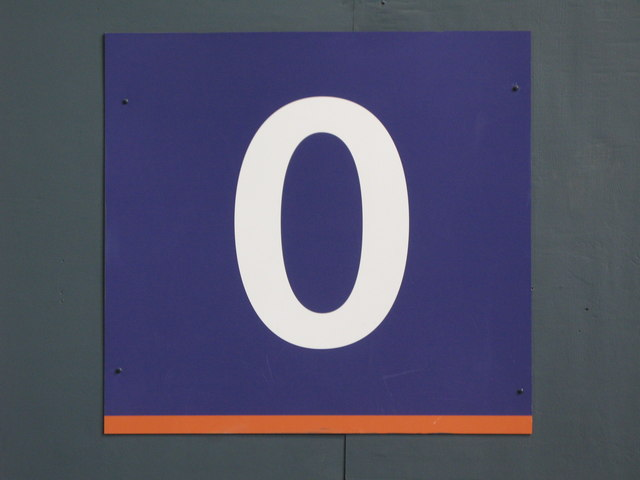

플랫 함수의 경우에는 모든 미분은 x0 ∈ ℝ에서 사라진다. 다시 말해 모든 k ∈ ℕ에 대해서 ƒ(k)(x0) = 0이다. 이것은 x0근처에서 의미 있는 테일러 급수 확장은 불가능하다는 것을 의미한다. 테일러 정리에서, 함수의 비 상수 부분은 모든 n ∈ ℕ에 대해서 나머지 Rn(x)놓여있다.
함수는 반드시 한 점에서 평평할 필요가 없다. 흔히 ℝ에서 정의된 상수 함수는 모든점에서 평평하다. 하지만 다른 사소한 예시도 있다.

## 예시
다음과 같이 정의된 함수는 x = 0에서 평평하다:
{\displaystyle f(x)={\begin{cases}e^{-1/x^{2}}&{\text{if }}x\neq 0\\0&{\text{if }}x=0\end{cases}}}
따라서, 이것은 비 해석적 매끄러운 함수의 예시이다.

## 참고 문헌
- Glaister, P. (December 1991), 《A Flat Function with Some Interesting Properties and an Application》, The Mathematical Gazette, Vol. 75, No. 474, pp. 438–440, JSTOR 3618627